# 6670 Воллек
6670 Воллек (6670 Wallach) — астероїд головного поясу, відкритий 4 червня 1994 року.
Тіссеранів параметр щодо Юпітера — 3,209.